# Heinrich Schäfer (egyptolog)
Heinrich Schäfer, född den 29 oktober 1868 i Berlin, död den 6 april 1957 i Hessisch Lichtenau, var en tysk egyptolog, universitetslärare och museiman.
Schäfer blev filosofie doktor 1892 och chef för egyptiska museet i Berlin 1905. Han skrev bland annat Commentationes de papyro med. Lipsiani (gradualavhandling), Die äthiopische Königinschrift des Berliner Museums (1901), Grab- und Denksteine des Mittleren Reichs (tillsammans med Hans Ostenfeldt Lange, 1902-1908, i "Catalogue general... du musée de Caire"), Ägyptische Goldschmiedearbeiten (tillsammans med Georg Möller och Wilhelm Schubart, 1910), Nubische Texte im Dialekte des Kunûzi (1917), Von ägyptischer Kunst, besonders der Zeichenkunst (1919; 2:a upplagan 1922) och Die Religion und Kunst von El-Amarna (1923).